# Libnotes aurantiaca
Libnotes aurantiaca är en tvåvingeart som först beskrevs av Carl Ludwig Doleschall 1859.  Libnotes aurantiaca ingår i släktet Libnotes och familjen småharkrankar. Inga underarter finns listade i Catalogue of Life.